# سونات ویولن شماره ۵ (بتهوون)
سونات ویولن شماره ۵ در فا ماژور، اُپوس ۲۴ اثر لودویگ فان بتهوون، یک سونات دونوازی برای ویولن و پیانو است که آهنگساز، آن را در سال ۱۸۰۱ ساخت و در همان سال منتشر شد. این سونات عموماً به نام سونات بهار (به آلمانی: Frühlingssonate) معروف است؛ نامی که پس از درگذشتِ بتهوون به آن داده شد.
بتهوون سونات ویولن شماره ۵ خود را، همچون سونات ویولن شماره ۴، به کُنت موریتس فون فریس (۱۷۷۷–۱۸۲۶)، نجیب‌زاده، بانکدار، و حامی هنر اهل اتریش، اهدا کرد. آهنگساز، افزون بر این دو سونات ویولن، دو اثر دیگرِ خود را نیز به این کُنت تقدیم کرد: یکی، در همان سال، کوئینتت زهی اُپوس ۲۹ در دو ماژور، و دیگری، ۱۱ سال بعد، یعنی در ۱۸۱۲، سمفونی شماره ۷ خود را نیز به این کنت تقدیم کرد.
قرار بود این سونات همراه با سوناتِ ویولنِ قبلیِ بتهوون، یعنی سونات ویولن شماره ۴، اُپوس ۲۳، منتشر شود؛ اما این دو اثر، به دلیل متفاوت بودنِ اندازهٔ کاغذها، در نوبت‌های جداگانه و با دو شماره اُپوسِ جدا منتشر شدند.

## ساختار
این سونات از چهار موومان تشکیل شده‌است:
1. آلگرو
2. آداژیو مولتو اِسپرِسیوو
3. اِسکِرتسو: آلگرو مولتو
4. روندو: آلگرو ما نُن تروپو

اِسکِرتسو و تریویِ این اثر کوتاه است. اجرای کاملِ سونات ویولن شماره ۵ بتهوون به‌طور معمول ۲۲ دقیقه به‌طول می‌انجامد.